# 黃淳耀
黃淳耀（1605年—1645年），字蘊生，號松厓，又號陶菴、水鏡居士，直隸蘇州府嘉定縣人，明末進士，抗清義士。清軍破嘉定，黃淳耀自縊殉國。

## 生平
十歲入私塾讀書，善八股文，籌組“直言社”，倡經世之學。崇禎十五年（1642年）壬午科應天鄉試第三十三名舉人，十六年（1643年）癸未科二甲第三十一名進士。李自成軍攻陷北京，弘光帝於南京即位，進士多前往授職，唯獨黃淳耀不赴選。弘光元年（1645年）南京失陷後，黃淳耀在嘉定抗清，清軍圍堵嘉定並切斷其後援，嘉定危如累卵。嘉定城破前，同榜進士王泰際曾勸黃淳耀開西門讓城中百姓逃難，遭斷然拒絕。嘉定失陷後，黃淳耀與弟黃淵耀於城西僧舍自縊而亡。黃淳耀死後，其弟子陸元輔將其遺像懸掛於書房，朝夕瞻拜，終生不綴。《明史》有傳。清乾隆年間，追諡忠節。

## 著作

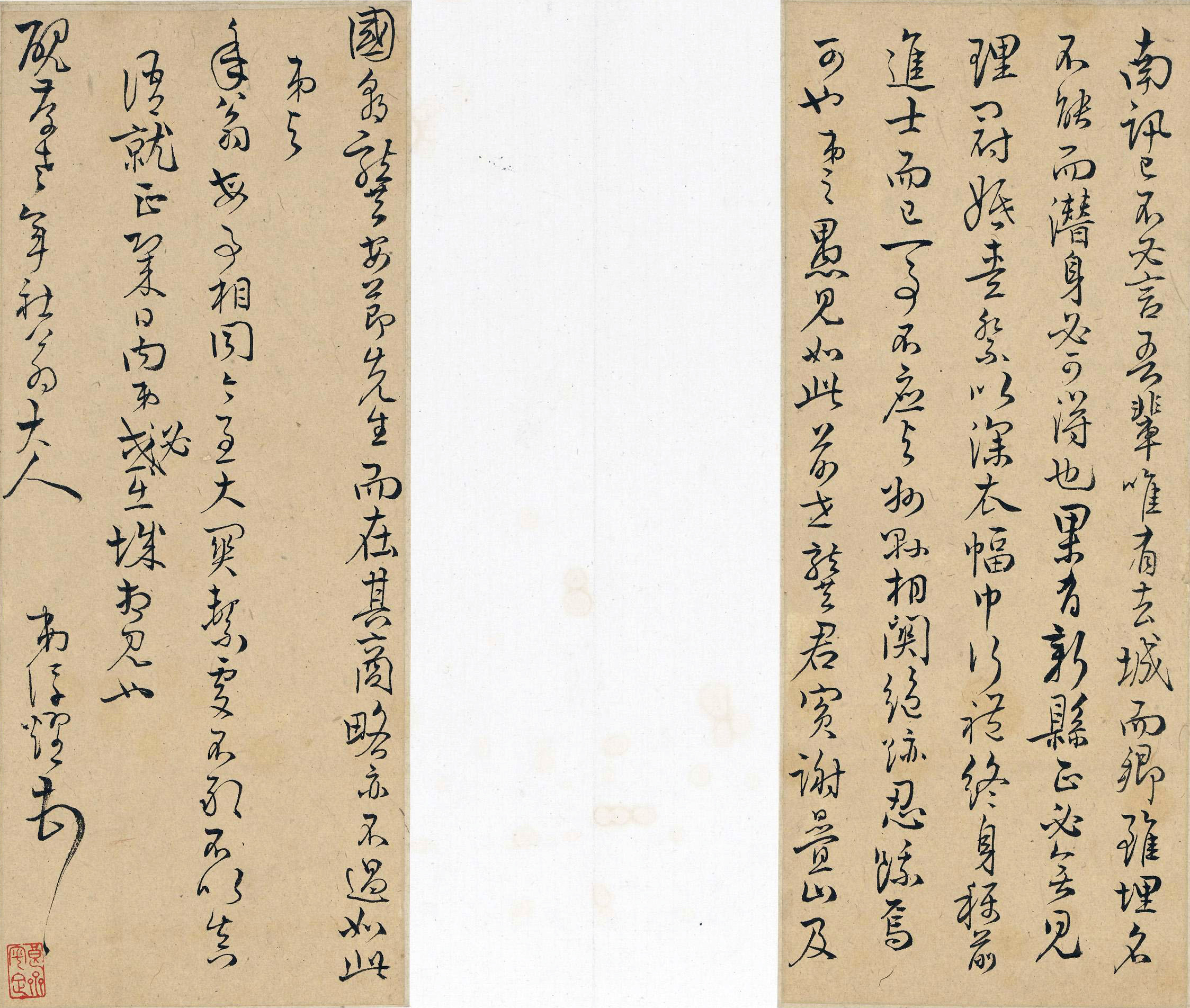
黄淳耀行书手札

著有《陶菴集》二十二卷，順治十一年（1654年）為陸元輔所輯。

## 家族
曾祖黄法。祖父黄世龍，陕西平凉經歷。父黄家柱

### 引文
1. ↑  《嘉定屠城紀略》描述：“城破時，西門尚未有兵，城中男婦悉西走；街路俱有亂石走塞，顛頓得達，號哭求啟關。淳耀堅握鎖鑰，不應。其同榜進士王泰際適至，為百姓請命，語甚哀懇。不從。”
2. ↑  《明史·卷282》：黃淳耀，字蘊生，嘉定人。為諸生時，深疾科舉文浮靡淫麗，乃原本六經，一出以典雅。名士爭務聲利，獨澹漠自甘，不事徵逐。崇禎十六年成進士。歸益研經籍，縕袍糲食，蕭然一室。京師陷，福王立南都，諸進士悉授官，淳耀獨不赴選。及南都亡，嘉定亦破。愾然太息，偕弟淵耀入僧舍，將自盡。僧曰：「公未服官，可無死。」淳耀曰：「城亡與亡，豈以出處貳心。」乃索筆書曰：「弘光元年七月二十四日，進士黃淳耀自裁於城西僧舍。嗚呼！進不能宣力王朝，退不能潔身自隱，讀書寡益，學道無成，耿耿不寐，此心而已。」遂與淵耀相對縊死，年四十有一。淳耀弱冠即著自監錄、知過錄，有志聖賢之學。後為日曆，晝之所為，夜必書之。凡語言得失，念慮純雜，無不備識，用自省改。晚而充養和粹，造詣益深。所作詩古文，悉軌先正，卓然名家。有陶菴集十五卷。其門人私諡之曰貞文。
3. ↑  《寶山縣志·卷9》
4. ↑  《崇禎十六年癸未科進士三代履歷》：黄淳耀，松厓，易二房，壬子年五月二十八日生。加定人，壬午三十三名，會試二百六十四名，二甲三十一名。都察院觀政。

### 書目
- 張廷玉等，《明史》，中華書局點校本
- 《寶山縣志》，清光緒八年刻本
- 陳慈峰，《黃淳耀及其文學研究》
- Jerry Dennerline（鄧爾麟）著，宋華麗譯：《嘉定忠臣——十七世紀中國士大夫之統治與社會變遷》（北京：中國編譯出版社，2012）。

## 延伸阅读
[在维基数据编辑]
 在维基文库阅读此作者作品（ 在维基共享资源阅览影像）
 《明史卷二百八十二》，出自《明史》